# Пливање на Летњим олимпијским играма 1904 — 440 јарди слободно за мушкарце
Пливачака дисциплина 440 јарди (402,34 м) слободно за мушкарце била је једна од десет пливачких дисциплина на програму Летњих олимпијских игара 1904. у Сент Луису. Пошто је ово било једино пливачко такмичење у историји олимпијског пливања у којем су се поједине деонице мериле у јардима, то је и ова дисциплина први и једини пут била на олимпијском програму.
Такмичење је одржано 7. септембра 1904. Учествовала су четири пливача из 2 земље.

## Земље учеснице
- Аустрија (1)
- САД (3)

## Победници
|                     |                    |                    |
| Чарлс Данијелс, САД | Frank Gailey , САД | Ото Вале, Аустрија |

## Финале
Због малог броја учесника није било предтакмичења, па су сва четворица директно учествовали у финалу.
|    | Чарлс Данијелс, САД | 6:16,2 |
|    | Francis Gailey, САД | 6:22,0 |
|    | Ото Вале, Аустрија  | 6:39,0 |
| 4. | Лео Гудвин, САД     | неп.   |